# Danton
Danton este o piesă de teatru a autorului român Camil Petrescu.  A fost publicată fragmentar în Universul literar, nr. 17 din 25 aprilie 1926, și anume scena închisorii de la Conciergerie (actul IV). A fost publicată și în foileton în Vremea, primele 14 tablouri fiind tipărite în numerele 129 (4 septembrie 1926) - 155 (18 decembrie 1926). Apare integral în volum la Editura Vremea din București în anul 1931. Este o dramă istorică în cinci acte, 20 de tablouri, având cca. 100 de personaje.

## Prezentare
Acțiunea are loc în timpul Revoluției franceze. Danton, mai favorabil compromisului ideologic, se ceartă cu Robespierre. Acesta va ordona arestarea și execuția pe ghilotină a lui Danton, iar Robespierre va avea o soartă similară câteva luni mai târziu.

## Personaje
- Danton
- Robespierre

## Analiză literară
Danton este prima dramă documentară a lui Camil Petrescu, în care introspecția și analiza trec în plan secund. Autorul însuși precizează în prefața volumului din 1931 că nu a scris o dramă istorică, ci o reconstituire dramatică.
Acțiunea dramei se petrece în perioada Convenției, de maximă tensiune, amenințată și de dușmanii din exterior și de conflictele interne. Este o epocă de trăiri intense, când se impun idei, voințe, se produc evenimente previzibile, dar și absurde într-un haos general. Într-o astfel de epocă individul devine erou, situat pe o poziție care depășește limita prin determinarea absolută a suprimării. Astfel, autorul a găsit în anul 1793 personajele absolute ale dramei sale, pentru că agresarea limitei morții este absolută.
Camil Petrescu realizează o reconstituire dramatică a unei epoci istorice și recurge la fastul pitoresc și decorativ al dramei istorice pentru a reda întocmai atmosefera acelei perioade. Textul apare uneori greoi din cauza prea multor indicații pentru actori, care pot stânjeni lectura printr-un text paralel cu dialogul și care împiedică fluxul dramatic.

### Caracterizarea personajului principal
Danton este persoajul principal, o personalitate complexă și contradictorie. Este un personaj cu o natură binară. El își dorește numai o monarhie constituțională. Dualitatea lui este evidentă atunci când nu se opune asasinării nobililor din închisori pentru că înțelege că aceștia ar putea întări armata inamicului prusac, dar, în același timp, se dezice de acest act și simte nevoia de a se îndepărta de tot. Această dualitate sufletească este dezvoltată în nuanțe subtile în evoluția spre deznodământ. Înaintea procesului, sufletul său este dominat de sentimente contradictorii: încrederea în sine, dar și nesiguranța provocată de adversarii săi, sentiment similar cu sila față de ei și față de popor. Replicile personajului și întâmplările în care este implicat, privite din perspectiva acestui dualism, contrează viziunea autorului care a transformat moartea lui Danton într-o jertfă pentru Franța. Caracterul lui reiese din discursurile sale, remarcabile prin sentimentul patriotic, cunoașterea evenimentelor, impetuozitate, mimică sugestivă, finaluri neașteptate și decizii implacabile. Sentimentul revoluționar îl determină să înființeze tribunalele pentru exterminarea contrarevoluționarilor,la fel cum generozitatea îl îndeamnă să pună în libertate pe unii condamnați și să obțină grațierea doameni Roland. Îi place să petreacă în compania doamnelor frumoase și să se bucure de mese copioase.

## Apreciere critică
Ov. S. Crohmălniceanu a afirmat că, prin personajul Danton, Camil Petrescu a creat exact opusul lui Gelu Ruscanu din Jocul ielelor.
Potrivit lui Aurel Petrescu, Danton are „ceva din compoziția absolutului lui Andrei Pietraru”, este pe rând „un Pietro Gralla trăind cu absolutul iubirii în suflet” și „un Cellino relativizând marile himere ale absolutului”.
Liviu Călin, referindu-se la această piesă, a observat în primul rând „desfășurarea aproape epică și colorat poematică.” Un rol important a fost acordat indicațiilor regizorale care au dublu rol. Didascaliile se transformă într-o autentică interpretare psihologică a trăirilor personajului dramatic.
Dumitru Solomon i-a analizat pe Danton și Robespierre în antiteză, din punctul lui de vedere Danton reprezintă dragostea de viață, pasiunea și forța, în timp ce Robespierre este inteligența lucidă, rațională, care aspiră către un ideal absolut. Construcția celor două personaje este privită ca o schiță a viitorului personaj al scriitorului, de o amploare superioară, Bălcescu, din piesa cu același titlu.

## Reprezentații
Premiera a avut loc la Teatrul Național din București la 30 decembrie 1974, în regia lui Horea Popescu. Data ultimei reprezentații a fost 9 mai 1990.

## Teatru radiofonic
În 1972 a avut loc premiera piesei de teatru radiofonic în regia lui Paul Stratilat, în trei părți: Invazia prusacă, Singur împotriva dușmanilor și În preajma ghilotinei.

## Vezi și
- Listă de piese de teatru românești
- Moartea lui Danton de Georg Büchner